# Rigaud d'Aureille
Rigaud (ou Rigault) d'Aureille (ou d'Aurelle) (né en 1455 à Villeneuve, dans le Puy-de-Dôme – mort le 15 septembre 1517 dans son château) fut maître d'hôtel, chevalier, homme de confiance et ambassadeur de quatre rois et un grand personnage de son temps.

## Biographie
Le père de Rigaud (Rigault), Jean d’Aureille avait obtenu le droit du dauphin d’Auvergne, Jean Ier de Bourbon, de fortifier son château, l'Hôtel d'Aureilhe. 
Mais c’est Rigaud qui profitera de ce privilège seigneurial, agrandira le modeste château familial, puis fera construire le magnifique château fort Renaissance de Villeneuve-Lembron, de 1488 à 1515, à environ 40km au sud-est de Clermont-Ferrand. 
Le roi François Ier dormira d'ailleurs dans son château de Villeneuve-Lembron le 16 juillet 1533, sur le chemin de Marseille pour aller marier Henri de France (futur Henri II) à Catherine de Médicis, nièce du pape Clement VII
Ce château sera par la suite étendu avec la couverture de la grande terrasse sud par une galerie couverte Renaissance à grands meneaux dans laquelle se trouvent les fresques des campagnes et missions de Rigaud en Europe.
La réussite de Rigaud d'Aureille se manifestera par la construction du nouveau château familial (un peu à l’écart du village d'origine), avec sa chapelle familiale, ses écuries décorées de fresques, mais aussi par la construction de l'église de Villeneuve-Lembron, dotée d'un magnifique clocher, et le presbytère, offerte au village.
Rigaud d'Aureille était encore écuyer en 1494, et portait le titre de chevalier en 1496. Il fut maître d’hôtel ordinaire des rois de France Louis XI, Charles VIII, Louis XII et François Ier, qui lui confièrent des commandements militaires et des missions diplomatiques. Il prit part à la campagne qui mena Charles VIII à Naples en 1494-1495, fut commis à réprimer les excès des gens de guerre et autres pillards en Auvergne. 
Il fut aussi ambassadeur et chargé de missions diplomatiques en Autriche, auprès de divers princes ou gouvernements d'Italie, Turquie, auprès des cantons de suisses, de l'empereur Maximilien et certainement dans d’autres pays au vu des peintures murales bien conservées de la galerie du premier étage du château qui retracent ses voyages.
Il devint également bailli de Chartres en août 1496, puis bailli des Montagnes d'Auvergne en janvier 1510, pus sénéchal d'Agenais et de Gascogne en avril 1512.
Outre son titre de seigneur de Villeneuve, il se parera du titre de seigneur du Cher, de la Chadeine, de Bost-Barty, de "Villefranche" et comte de "Negrole".
Avec sa première femme, Catherine de Rancé, il eut trois filles prénommées Anne, Louise et Isabeau. Avec sa deuxième femme, Charlotte de Rouy, qu'il épousa le 13 novembre 1510, il eut un fils, Maximilien d'Aureille. 
À la mort de Rigaud d'Aureille, c'est donc naturellement Maximilien qui continuera l'aménagement des jardins, l'église de Villeneuve-Lembron, portant les armes de la famille et héritera du château de Villeneuve–Lembron.

## Armoiries
Les armes de la famille d'Aureille sont décrites dans l'Armorial de Guillaume Revel :
Bande fuselé de sable sur champs d'or, avec pour cimier une tête d'âne.